# Ridolfo Ghirlandaio

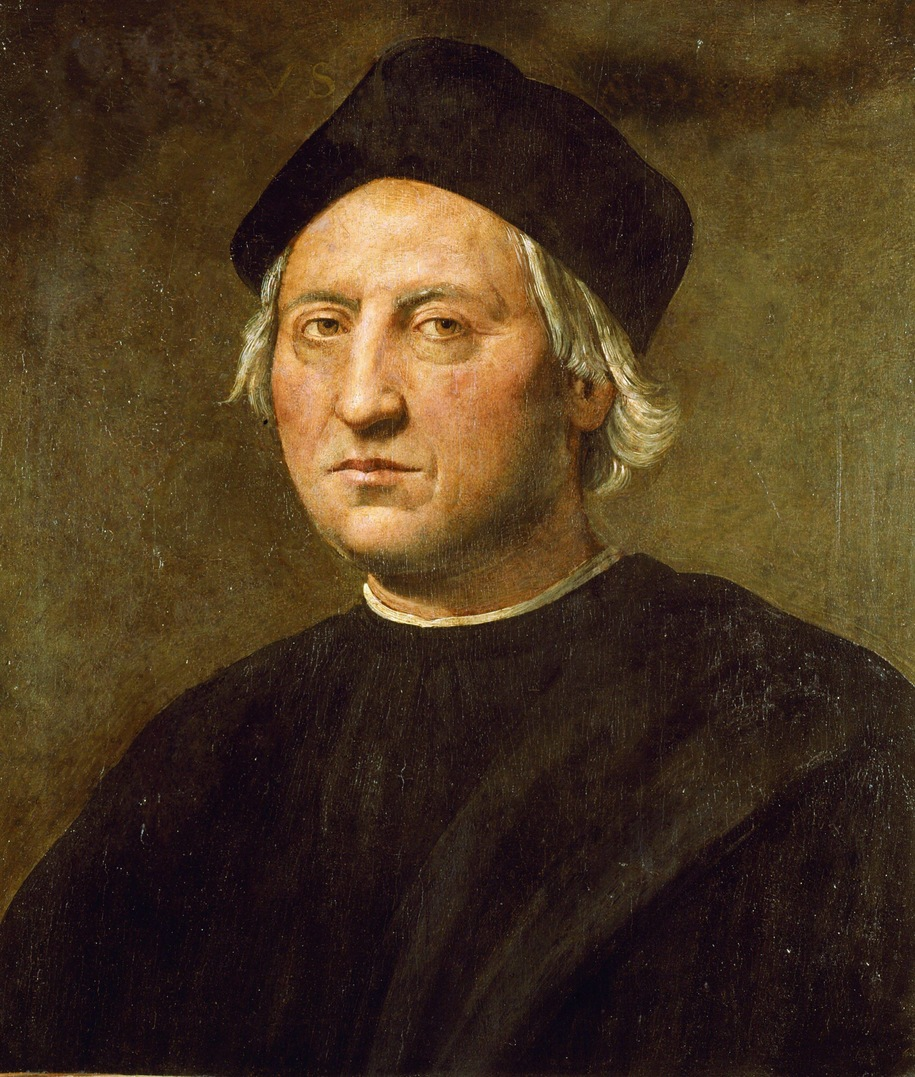
Porträtt av Christofer Columbus (cirka 1520) är utställd på Sjöfartsmuseet i Pegli, Genua.

Ridolfo di Domenico Bigordi, mer känd som Ridolfo Ghirlandaio, född 14 februari 1483 i Florens, död 6 juni 1561, var en italiensk renässanskonstnär. Han var son till Domenico Ghirlandaio och framför allt verksam i Florens. 
Hans far dog när han var tio år gammal och han växte upp hos sin farbror Davide Ghirlandaio (1452–1525) som också var konstnär. Utöver av farbrodern fick Ridolfo Ghirlandaio konstnärliga utbildning av Fra Bartolomeo enligt Giorgio Vasari som biograferade honom i Berömda renässanskonstnärers liv. Han målade framför allt porträtt, fresker och altartavlor. Bland hans mer kända verk återfinns ett porträtt av Christofer Columbus. Han avslutade även några målningar som vännen Rafael lämnat ofullbordade, till exempel Madonnan med steglitsan (1506).